# Directiva Aus
La Directiva Aus (més formalment coneguda com la Directiva 2009/147/CE del Parlament Europeu i del Consell de 30 de novembre de 2009 relativa a la conservació de les aus silvestres) és una directiva de la Unió Europea adoptada l'any 2009. Reemplaça a la Directiva 79/409 / CEE del Consell, de 2 d'abril de 1979, relativa a la conservació de les aus silvestres, modificada en diverses ocasions i de forma substancial, de manera que, en nom de la claredat, es va considerar convenient procedir a la codificació d'aquesta Directiva l'any 2009. És una de les dues directives de la Unió Europea en relació amb la vida silvestre i la conservació de la naturalesa, sent l'altra l'anomenada Directiva Hàbitats.
El seu propòsit és protegir totes les aus silvestres europees i els hàbitats d'una sèrie d'espècies, en particular a través de la designació de zones d'especial protecció (ZEPA).
La directiva va portar a l'establiment d'una xarxa de ZEPA, que al costat de les ja existents Zona d'Especial Conservació (ZEC) formen una xarxa de llocs protegits per tota la Unió Europea anomenada Natura 2000.